# A Washingtoni Egyetem nevezetes személyeinek listája
A listán a Washingtoni Egyetem nevezetes hallgatói és munkatársai szerepelnek.

## Hallgatók

### Nobel-díjasok
- David J. Wineland (fizika, 2012)[1]
- George H. Hitchings (fiziológia és orvostudomány, 1988)[2]
- George Stigler (közgazdasági emlékdíj, 1982)[3]
- Jeffrey C. Hall (fiziológia és orvostudomány, 2017)[4]
- Linda Buck (fiziológia és orvostudomány, 2004)[5]
- Martin Rodbell (fiziológia és orvostudomány, 1994)[6]

### Pulitzer-díjasok
- David Horsey (karikatúra, 1999 és 2003)[7]
- Edwin O. Guthman (újságírás, 1949)[8]
- James Wright (költészet, 1972)[9]
- Marilynne Robinson (fikció, 2005)[10]
- Mike Luckovich (karikatúra, 1995)[11]
- Peter Rinearson (irodalmi minőség, 1995)[12]
- Timothy Egan (újságírás, 2001)[13]
- William Bolcom (zene, 1988)[14]

### Nemzeti könyvdíjasok
- Beverly Cleary (gyermekkönyvek, 1981)[15]
- Timothy Egan (ismeretterjesztő irodalom, 2006)[13]

### Adminisztráció és oktatás
- Anne Salomon, a Simon Frazer egyetem docense[16]
- Douglas Robinson, fordító[17]
- Elaine Tuttle Hansen, a Bates Főiskola egykori rektora[18]
- Elizabeth Topham Kennan, a Mount Holyoke Főiskola egykori rektora[19]
- Geraldine Dawson, pszichiátriai oktató[20]
- H. Kim Bottomly, a Wellesley Főiskola egykori rektora[21]
- Karen Holbrook, az Ohiói Állami Egyetem egykori rektora[22]
- Lloyd Barber, a kanadai Reginai Egyetem egykori rektora és kancellárja[23]
- Mark Emmert, a Washingtoni Egyetem egykori rektora[24]
- Michael Mackey, fiziológiai oktató[25]
- Paul Brass, politikatudományi professzor[26]
- Ron Chew, közösségszervező[27]
- William C. Dement, viselkedéstudományi oktató[28]
- Yehuda Hayuth, földrajzprofesszor[29]

### Bölcsészet- és társadalomtudományok
- Antxon Olarrea, az Arizonai Egyetem nyelvészprofesszora[30]
- Dale Kinkade, nyelvész[31]
- Deborah Parker, szociológus[32]
- Irene Reed, régész és nyelvész[33]
- Kent R. Weeks, egyiptológus[34]
- Robert Dahl, a Yale Egyetem politikatudományi oktatója[35]
- Ukshin Hoti, a koszovói Pristinai Egyetem jog- és filozófiaoktatója[36]

### Bűnözés
- Amanda Knox, gyilkos[37]
- Ted Bundy, sorozatgyilkos[38]

### Diplomácia
- Allan Mustard, egykori türkmenisztáni nagykövet[39]
- Darryl N. Johnson, egykori thaiföldi nagykövet[40]
- John Koenig, egykori ciprusi nagykövet[41]
- Robin Raphel, egykori tunéziai nagykövet[42]

### Építészet és képzőművészet
- Alyson Shotz, szobrász[43]
- Art Wolfe, fotós és természetvédő[44]
- Bennett Bean, fazekas[45]
- Chuck Close, festő[46]
- Dale Chihuly, üvegszobrász[47]
- Dan Corson, szobrász és installációs művész[48]
- Deborah Aschheim, installációs művész[49]
- F. Lennox Campello, író és kritikus[50]
- Fredericka Foster, festő és környezetvédő[51]
- Imogen Cunningham, fotós[52]
- Ivan Taslimson, építész[53]
- Jamaszaki Minoru, a Világkereskedelmi Központ tervezője[54]
- Martin Friedman, a minneapolisi Walker Művészeti Központ egykori igazgatója[55]
- Martina López, fotós[56]
- Nancy Carman, keramikus[57]
- Norie Sato, szobrász[58]
- Patricia J. Lancaster, a New York-i településképi bizottság egykori munkatársa[59]
- Steven Holl, építész és festő[60]
- Victor Steinbrueck, építész és természetvédő[61]
- Wang Chiu-Hwa, építész[62]

### Hadsereg
- Archie Van Winkle, ezredes[63]
- Bruce W. Clingan, tengernagy[64]
- Deming Bronson, tiszt[65]
- Frank E. Garretson, dandártábornok[66]
- Harley D. Nygren, ellentengernagy[67]
- John D. Hawk, őrmester[68]
- Kelly E. Taggart, ellentengernagy[69]
- Leslie Groves, dandártábornok[70]
- Pappy Boyington, pilóta[71]
- Peter W. Chiarelli, tábornok[72]
- Robert E. Galer, dandártábornok[73]
- Ronald R. Van Stockum, dandártábornok[74]
- Szuga Tacudzsi, hadnagy[75]
- Tracy L. Garrett, dandártábornok[76]
- William K. Nakamura, őrvezető[77]

### Jog és üzleti élet
- Andrew Brimmer, a szövetségi bankrendszer igazgatótanácsának első afroamerikai tagja[103]
- Arthur D. Levinson, az Apple elnöke[104]
- Barbara Ann Crancer, bíró[105]
- Bill Gates Sr., filantróp, Bill Gates édesapja[106]
- Chris DeWolfe, a MySpace társalapítója[107]
- David Bonderman, a Texas Pacific Group Alapítója[108]
- Donald Bren, az Irvine Company elnöke[109]
- Donald Petersen, a Ford egykori igazgatója[110]
- Edward Carlson, a United Airlines egykori vezérigazgatója[111]
- Faith Ireland, a Washingtoni Legfelsőbb Bíróság bírója[112]
- Harry Arend, az Alaszkai Legfelsőbb Bíróság bírója[113]
- Ivar Haglund, az Ivar’s étteremlánc alapítója[114]
- Irv Robbins, a Baskin & Robbins süteményforgalmazó társalapítója[115]
- Jamasita Takudzsi, emberi jogi aktivista[116]
- James Sun, a GeoPage társalapítója[117]
- Jill Otake, bíró[118]
- John Fluke, a Fluke Corporation alapítója[119]
- Jeffrey Brotman, a Costco alapítója[120]
- Leonard H. Lavin, az Alberto Culver Company alapítója[121]
- Mary Maxwell Gates, a United Way első női elnöke[122]
- Mijaucsi Josihiko, az ORIX elnöke[123]
- Mike McGavick, szenátorjelölt[124]
- Orin C. Smith, a Starbucks egykori vezérigazgatója[125]
- Peter Adkison, a Wizards of the Coast játékkiadó alapítója[126]
- Steven Rogel, a Weyerhauser társalapítója[127]
- William S. Ayer, az igazgatótanács tagja, valamint az Alaskan Airlines vezérigazgatója[128]

### Politika
- Adam Smith, képviselő[129]
- Albert Rosellini, Washington állam egykori kormányzója[130]
- Alex Ifeanyichukwu Ekwueme, Nigéria egykori alelnöke[131]
- Armida Alisjahbana, Indonézia gazdasági minisztere[132]
- Arthur R. Thompson, antikommunista aktivista, a John Birch Társaság vezetője[133]
- Booth Gardner, Washington állam egykori kormányzója[134]
- Brock Adams, szenátor[135]
- Christine Gregoire, Washington állam egykori kormányzója[136]
- Clarence D. Martin, Washington állam egykori kormányzója[137]
- Daniel J. Evans, Washington állam egykori kormányzója[138]
- Earl D. Eisenhower, mérnök és képviselő[139]
- Fouad Ajami, a Johns Hopkins Egyetem Közel-Kelet-programjának vezetője[140]
- Gordon Hirabayashi, aktivista[141]
- Greg Nickels, Seattle egykori polgármestere[142]
- Henry M. Jackson, ügyvéd[143]
- J. Arthur Younger, képviselő[144]
- Jaime Herrera Beutler, képviselő[145]
- Jay Inslee, Washington egykori kormányzója[146]
- Jeannette Rankin, képviselő[147]
- Jennifer Dunn, képviselő[148]
- John Urquhart, King megye seriffje[149]
- Johnson Toribiong, a Palaui Köztársaság egykori elnöke[150]
- Keith Harvey Miller, Alaszka egykori kormányzója[151]
- Lynn Woolsey, képviselő[152]
- Lou Stewart, iparszociológus, munkaügyi vezető[153]
- Michael Hardt, politikafilozófus[154]
- Morgan Christen, szövetségi bíró[155]
- Norm Dicks, képviselő[156]
- Norm Rice, Seattle egykori polgármestere[157]
- Pat Russell Los Angeles képviselő-testületének egykori tagja[158]
- Paul Zellinsky, képviselő[159]
- Rob McKenna, egykori államügyész[160]
- Sally Jewell, egykori szövetségi belügyminiszter[161]
- Steve McAlpine, ügyvéd[162]
- Susan Hekman politikatudományi oktató[163]
- Thomas Stephen Foley, a képviselőház egykori elnöke[164]
- Thor C. Tollefson, képviselő[165]
- Tom Lantos, képviselő[166]
- Warren G. Magnuson, szenátor[167]
- Wing Luke, a seattle-i önkormányzat képviselője[168]

### Sport

#### Olimpikonok
- Charles Day, Don Hume, George Hunt, Gordon Adam, H. Roger Morris, Jim McMillin, Joe Rantz, John White, Robert Moch (evezés, 1936)[169]
- Allen Morgan, Bob Martin, Bob Will, Gordy Giovanelli, Warren Westlund (evezés, 1948)[170]
- Adrienne Martelli (evezés, 2012)[171]
- Anna Mickelson (evezés, 2004, 2008)[172]
- Conlin McCabe (evezés, 2012)[173]
- David Calder (evezés, 2008)[174]
- Hope Solo (női labdarúgás, 2008, 2012)[175]
- Mary Whipple (evezés, 2004, 2008, 2012)[176]
- Rob Gibson (evezés, 2012)[177]
- Will Crothers (evezés, 2012)[178]

#### Amerikai futball
- Al Worley (Washington Huskies)[179]
- Alameda Ta’amu (Pittsburgh Steelers)[180]
- Arnie Weinmeister (Hall of Fame)[181]
- Bern Brostek (Los Angeles Rams)[182]
- Billy Joe Hobert (National Football League)[183]
- Brock Huard (Seattle Seahawks)[184]
- Chuck Carroll (Hall of Fame)[185]
- Chris Chandler (Atlanta Falcons)[186]
- Chris Polk (Philadelphia Eagles)[187]
- CJ Wallace (Seattle Seahawks)[188]
- Cody Pickett (San Francisco 49ers)[189]
- Corey Dillon (Cincinnati Bengals, New England Patriots)[190]
- D’Marco Farr (St. Louis Rams)[191]
- Damon Huard (Kansas City Chiefs)[184]
- Daniel Te’o-Nesheim, Tampa Bay Buccaneers[192]
- Danny Shelton (Cleveland Browns)[193]
- Dante Pettis (San Francisco 49ers)[194]
- Darrell Daniels (Indianapolis Colts)[195]
- Dashon Goldson (San Franciso 49ers)[196]
- Dave Hoffmann (Pittsburgh Steelers)[197]
- Dave Pear (Pro Bowl)[198]
- David Kopay (National Football League)[199]
- Derrick Johnson (NFL Draft)[200]
- Dennis Brown (San Francisco 49ers)[201]
- Don Coryell (San Diego Chargers)[202]
- Don Heinrich (New York Giants)[203]
- Donald Butler (San Diego Chargers)[204]
- Eric Bjornson (Dallas Cowboys)[205]
- Ernie Conwell (New Orleans Saints)[206]
- Ernie Janet (National Football League)[207]
- Fred Provo (NFL Draft)[208]
- George Fleming (Oakland Raiders)[209]
- Greg Lewis (Denver Broncos)[210]
- Hugh McElhenny (Hall of Fame)[211]
- Isaiah Stanback (Dallas Cowboys)[212]
- Jake Kupp (Pro Bowl)[213]
- Jake Locker (Tennessee Titans)[214]
- Jeff Jaeger (Pro Bowl)[215]
- Jerramy Stevens (Tampa Bay Buccaneers)[216]
- Jermaine Kearse (Seattle Seahawks)[217]
- Jerome Pathon (Atlanta Falcons)[218]
- Jim Jones (NFL Draft)[219]
- Jim L. Mora, a Seattle Seahawks egykori vezetőedzője[220]
- Jim Norton (NFL Draft)[221]
- Joe Toledo (Miami Dolphins)[222]
- Kevin Gogan (Dallas Cowboys, Oakland Raiders)[223]
- Khalif Barnes (Oakland Raiders)[224]
- Lawyer Milloy (Seattle Seahawks)[225]
- Lee Folkins (Pro Bowl)[226]
- Lester Towns (Carolina Panthers)[227]
- Lincoln Kennedy (Pro Bowl)[228]
- Marcel Reece (Oakland Raiders)[229]
- Mark Bruener (Houston Texans)[230]
- Mark Brunell (Washington Redskins)[231]
- Marques Tuiasosopo (New York Jets)[232]
- Marquis Cooper (Tampa Bay Buccaneers)[233]
- Mason Foster (Tampa Bay Buccaneers)[234]
- Matthew Rogers (Rose Bowl)[235]
- Napoleon Kaufman (Oakland Raiders)[236]
- Nesby Glasgow (National Football League)[237]
- Olin Kreutz (NFL Draft)[238]
- Ray Frankowski (Green Bay Packers)[239]
- Reggie Williams (Jacksonville Jaguars)[240]
- Senio Kelemete (Arizona Cardinals)[241]
- Siupeli Malamala (New York Jets)[242]
- Sonny Sixkiller, sportkommentátor[243]
- Stanley Daniels (Denver Broncos)[244]
- Steve Emtman (NFL Draft)[245]
- Steve Pelluer (Dallas Cowboys)[246]
- Tank Johnson (Cincinatti Bengals)[247]
- Tony Parrish (San Francisco 49ers)[248]
- Vince Albritton (Dallas Cowboys)[249]
- Victor Aiyewa (Green Bay Packers)[250]
- Warren Moon (Hall of Fame)[251]
- William Arley Smith (Chicago Cardinals)[252]

#### Baseball
- Brent Lillibridge (Chicago Cubs)[253]
- Fred Hutchinson, a Fred Hutchinson Rákkutató Központ névadója[254]
- Jake Lamb (Arizona Diamondbacks)[255]
- Kevin Stocker (Phillies, D-Rays, Angels)[256]
- Mike Blowers (Major League Baseball)[257]
- Sammy White (Major Leasgue Baseball)[258]
- Sean White (Seattle Mariners)[259]
- Tim Lincecum, pitcher, aki kétszer elnyerte a Cy Young-díjat[260]

#### Kosárlabda
- Abdul Gaddy (Premier League, Izrael)[261]
- Brandon Roy, a James A. Garfield Középiskola edzője[262]
- Bob Houbregs (Naismith Nemzeti Dicsőségcsarnok)[263]
- Chris Welp (Philadelphia 76ers)[264]
- Dan Dickau (Gonzaga, Sacramento Kings)[265]
- Dejounte Murray (San Antonio Spurs)[266]
- Detlef Schrempf (National Basketball Association)[267]
- Eldridge Recasner (Pac-10, National Basketball Association)[268]
- Isaiah Thomas (Sacramento Kings, Washington Wizards)[269]
- James Edwards (National Basketball Association)[270]
- Jon Brockman (Sacramento Kings)[271]
- Justin Dentmon (Premier League, Izrael)[272]
- Justin Holiday (New York Knicks)[273]
- Kelsey Plum (San Antonio Stars)[274]
- Lorenzo Romar, az egyetemi kosárlabdacsapat vezetőedzője[275]
- Louie Nelson (National Basketball Association)[276]
- Mark Sanford (NBA Draft)[277]
- Markelle Fultz (Orlando Magic)[278]
- Marquese Chriss (Phoenix Suns)[279]
- Nate Robinson (New York Knicks)[280]
- Phil Zevenbergen (San Antonio Spurs)[281]
- Quincy Pondexter (San Antonio Spurs)[282]
- Rod Thorn (Philadelphia 76ers, New Jersey Nets)[283]
- Spencer Hawes (South Bay Lakers)[284]
- Steve Hawes (Cleveland Cavaliers)[285]
- Terrence Ross (Toronto Raptors, Orlando Magic)[286]
- Todd MacCulloch (Philadelphia 76ers, New Jersey Nets)[287]
- Tony Wroten (Memphis Grizzlies)[288]
- Tre Simmons (Odessai Főiskola, Texas)[289]

#### Labdarúgás
- Craig Waibel (Houston Dynamo, Major League Soccer)[290]
- Cristian Roldan (Seattle Sounders, USA férfi nemzeti válogatott)[291]
- Ellis McLoughlin (Bundesliga, Major League Soccer)[292]
- George John (FC Dallas)[293]
- Hope Solo (USA női nemzeti válogatott)[175]
- Kate Deines (Atlanta Beat, Seattle Reign FC)[294]
- Joe Franchino (Major League Soccer)[295]
- Lindsay Elston (Houston Dash, Seattle Reign FC)[296]
- Verónica Pérez (Major League Soccer, mexikói nemzeti válogatott)[297]

#### Egyéb
- Annabel Ritchie, evezős[298]
- Bob Sapp, küzdősportoló[299]
- Brad Walker, rúdugró[300]
- Ed Viesturs, az első amerikai, aki az összes nyolcezer méter fölötti hegycsúcsra feljutott[301]
- Fred Beckey, hegymászó[302]
- Kenji Yamada, dzsúdózó[303]
- Louise Friberg, golfozó[304]
- Summer Ross, röplabdázó[305]
- Venise Chan, teniszező[306]
- William Quillian, teniszedző[307]

### Színészet és előadó-művészet
- Angus L. Bowmer, az oregoni Shakespeare-fesztivál alapítója[308]
- Anna Faris, színész[309]
- Bruce Lee, színész és harcművész[310]
- Dawn Wells, színész[311]
- Dennis Nyback, filmarchiváló és történész[312]
- Dorothy Provine, színész[313]
- Dyan Cannon, színész[314]
- Dylan Bruce, színész és modell[315]
- Earl Cole, valóságshow-szereplő[316]
- Frances Farmer, színész[317]
- Fung-testvérek, youtuberek és színészek[318]
- Garret Dillahunt, színész[319]
- James Caviezel, színész[320]
- Jean Smart, színész[321]
- Jeffrey Combs, filmrendező[322]
- Joel McHale, műsorvezető[323]
- Julia Sweeney, színész[324]
- Ken Jennings, kvízműsor-szereplő[325]
- Kyle MacLachlan, színész[326]
- Larry Coryell, gitáros[327]
- Leann Hunley, színész[328]
- Lee Shallat Chemel, filmrendező[329]
- Loren Carpenter, a Pixar társalapítója[330]
- Luke Burbank, rádiós műsorvezető[331]
- Manick Sorcar, színész és mérnök[332]
- Mary Mapes, producer[333]
- Pamela Reed, színész[334]
- Patrick Duffy, színész[335]
- Rainn Wilson, színész[336]
- Richard Karn, színész[337]
- Rick Steves, televíziós műsorvezető[338]
- Robert Armstrong, színész[339]
- Robert Osborne, filmtörténész[340]
- Stan Boreson, humorista[341]
- Tris Coffin, színész[342]

### Tudomány és technológia
- Alfred M. Moen, az egy karos csaptelep megalkotója[343]
- Bell M. Shimada, halkutató[344]
- Bill Atkinson, a Macintosh grafikus alrendszerének megalkotója[345]
- Bob Wallace, a „shareware” kifejezés első használója, a Quicksoft alapítója[346]
- Bud Tribble, a NeXT Computer megalapítója[347]
- Daryl Chapin, a napelem egyik feltalálója[348]
- David Goodstein, fizikus[349]
- Derek Blake Booth, földtudományi oktató[350]
- Edward Felten, számítástudós[351]
- Elizabeth Van Volkenburgh, növénytudós[352]
- Eric Temple Bell, matematikus[353]
- Erik M. Jorgensen, genetikus[354]
- Esther Wilkins, fogorvos[355]
- Fred Hutchinson, a Fred Hutchinson Rákkutató Központ névadója[254]
- Gary Kildall, a CP/M operációs rendszer megalkotója[356]
- Harley D. Nygren, mérnök[357]
- Harold Hotelling, statisztikus[358]
- Horace Yomishi Mochizuki, matematikus[359]
- Howard P. Robertson, kozmológus[360]
- Irving Kanarek, repülőgépmérnök és ügyvéd[361]
- Jennifer Hunter, emlőskutató[362]
- Kobajasi Sosicsi, matematikus[363]
- Lina Nilsson, orvosbiológiai mérnök[364]
- Lois Wilfred Griffiths, matematikus[365]
- Mark S. Ghiorso, geokémikus[366]
- Melvin Defleur társadalomtudós[367]
- Mohamed Hashish, a vízsugaras vágás feltalálója[368]
- Muhammed Zafar Iqbal, orvos és író[369]
- Jeff Dean, számítástudós[370]
- Patricia Louise Dudley, zoológus[371]
- PZ Myers, biológus[372]
- Rita R. Colwell, a Nemzeti Tudományos Alap igazgatója[373]
- Robert G. Roeder, biológus[374]
- Ruth Todd, geológus[375]
- Ted Woolsey, videójáték-fordító[376]
- Tim Paterson, az MS-DOS operációs rendszer megalkotója[377]
- Tom M. Apostol, matematikus[378]
- Victor Grinich, a Szilícium-völgyet megalapító „áruló nyolcak” tagja[379]
- Victor Mills, az eldobható pelenka feltalálója[380]
- Virginia Minnich, a hemoglobin-E felfedezője[381]
- Waldo R. Tobler, térképész[382]
- Waldo Semon, a PVC és a szintetikus gumi feltalálója[383]
- William Foege, a nemzeti közegészségügyi ügynökség egykori vezetője[384]
- William B. Hutchinson, sebész[385]
- William Ka Ming Lau, földtudós[386]

### Űrhajózás
- Albert Scott Crossfield, az első ember, aki a hangsebesség kétszeresével repült[387]
- Bonnie Jeanne Dunbar, űrhajós, a Boeing elemzője[388]
- Dafydd Rhys Williams, orvos[389]
- George C. Martin, a Boeing mérnöke[390]
- George Driver Nelson, a Washingtoni Egyetem csillagászati professzora[391]
- Gregory C. Johnson, az STS-125 legénységének tagja[392]
- Joe Sutter, a Boeing 747 tervezője[393]
- John McCreary Fabian, ezredes[394]
- Joseph John „Tym” Tymczyszyn, a Boeing tesztpilótája[395]
- Maynard Pennell, a Boeing termékfejlesztési osztályának helyettes vezetője[396]
- Michael Phillip Anderson, a Columbia-katasztrófában elhunyt űrhajós[397]
- Michael Reed Barratt, orvos[398]
- Milton Orville Thompson, pilóta[399]
- Richard F. Gordon, a Gemini-11 és Apollo-12 programok résztvevője[400]
- Robert J. Helberg, a Lunar Orbiter-program vezetője[401]
- Ron Dittemore, a Space Shuttle-program szervezője[402]
- Stanley G. Love, az STS-122 legénységének tagja[403]
- Suzanna Darcy-Henneman, a Boeing tesztpilótája[404]

### Vallás
- Sanford Brown, emberi jogi aktivista, metodista tisztviselő és író[405]

### Zene
- Elmer Gill, zongorista[406]
- Ken Stringfellow, zeneszerző[407]
- Jack Endino, producer[408]
- John Roderick, énekes[409]
- Kathleen Wakefield, dalszerző[410]
- Kenny G, dzsesszzenész[411]
- Kim Thayil, a Soundgarden gitárosa[412]
- Mark Arm, a Mudhoney énekese[412]
- Martin Welzel, orgonista[413]
- Peter Hallock, orgonista[414]
- Richard Sparks, karmester[415]
- Ryan Lewis, producer[416]
- Susan Silver, zenei menedzser[417]
- William Bolcom, zongorista[14]

## Munkatársak

### Nobel-díjasok
- David J. Thouless (fizika, 2016)[418]
- Douglass North (közgazdasági emlékdíj, 1993)[419]
- Edmond H. Fischer (fiziológia és orvostudomány, 1992)[420]
- Edward Donnall Thomas (fiziológia és orvostudomány, 1990)[421]
- Edwin G. Krebs (fiziológia és orvostudomány, 1992)[422]
- Hans Georg Dehmelt (fizika, 1989)[423]
- Leland H. Hartwell (fiziológia és orvostudomány, 2001)[424]
- Linda Buck (fiziológia és orvostudomány, 2004)[5]
- William F. Sharpe (közgazdasági emlékdíj, 1990)[425]

### Pulitzer-díjasok
- Elizabeth Bishop (költészet, 1956)[426]
- Richard Eberhart (költészet, 1966)[427]
- Stephen Dunn (költészet, 2001)[428]
- Theodore Roethke (költészet, 1954)[429]
- Vernon Louis Parrington (történelem, 1928)[430]

### Adminisztráció és politika
- Brewster Denny, a Denny épület harangjának kezelője[431]
- Charles Odegaard, a Washingtoni Egyetem egykori rektora[432]
- David de Kretser, az ausztráliai Victoria állam kormányzója[433]
- Denice Denton, a mérnöki főiskola dékánja[434]
- Dixy Lee Ray, Washington állam első női kormányzója[435]
- George Sumner Bridges, az Evergreen Állami Főiskola rektora[436]
- Henry Suzzallo, a Washingtoni Egyetem egykori rektora[437]
- Margaret Levi, az Amerikai Politikatudományi Társaság 2005-ös vezetője[438]
- Paul Schell, Seattle egykori polgármestere[439]
- William Gerberding, a Washingtoni Egyetem egykori rektora[440]

### Bölcsészet- és társadalomtudományok, előadó-művészet
- August Dvorak, a Dvorak billentyűzetkiosztás megalkotója[441]
- Bryan Monroe, újságíró[442]
- Carole Terry, orgonista[443]
- Charles R. Johnson, író[444]
- Craig Sheppard, zongorista[445]
- Daniel Waugh, történész[446]
- Daris Swindler, régész[447]
- David P. Barash, pszichológus[448]
- David Wagoner, író és költő[449]
- Elizabeth Loftus, kognitív pszichológus[450]
- Erős Péter, karmester[451]
- Frank Ching, építész és író[452]
- Fred Lukoff, nyelvész[453]
- Frederick Newmeyer, nyelvész[454]
- G. Alan Marlatt, viselkedéskutató[455]
- Hanzeli Viktor, nyelvész[456]
- Heather McHugh, költő[457]
- Hszü Taolin, nyelvész[458]
- Huck Hodge, zeneszerző[459]
- Jacob Lawrence, festő[460]
- James A. Banks, oktató[461]
- James Palais, történész[462]
- Jeffrey Kurtzman, zenetudós[463]
- Joël-François Durand, zeneszerző[464]
- John Goodlad, kutató[465]
- Jon Bridgman, történész[466]
- Laurence BonJour, filozófus[467]
- Li Fangkuj, nyelvész[468]
- Lionel Pries, tanár[469]
- Karl August Wittfogel, drámaíró[470]
- Kenneth B. Pyle, történész[471]
- Melia Watras, hegedűs[472]
- Nancy Hartsock, filozófus[473]
- Patricia Shehan Campbell, népzenei oktató[474]
- Pepper Schwartz, szociológus[475]
- Richard Haag, a tájépítészeti tanszék alapítója[476]
- Richard Karpen, zeneszerző[477]
- Richard Kenney, költő[478]
- Robin Stacey, történelemtanár[479]
- Roger Sale, író[480]
- Roy Andrew Miller, nyelvész[481]
- Ruthanna Boris, táncos[482]
- Sarah Nash Gates, ruhatervező[483]
- Shawn Brixey, médiatudományi oktató[484]
- Sidney S. Culbert, nyelvész[485]
- Spencer Shaw, könyvtáros[486]
- Steven Shaviro, író[487]
- Stuart Dempster, zeneszerző[488]
- Tommy Rall, táncos[489]
- Vilem Sokol, zenetanár[490]
- W. J. Rorabaugh, történész[491]
- W. Hudson Kensel, történész[492]

### Biológia és orvostudomány
- Adam Geballe, víruskutató[493]
- Barry Kerzin, orvostudományi oktató[494]
- Bertil Hille, biofizikai oktató[495]
- Belding Hibbard Scribner, a hemodialízis úttörője[496]
- Branko Kopjar, a Csungkingi Orvostudományi Egyetem oktatója[497]
- Gail G. Shapiro, gyermekallergológus[498]
- Harriet Hall, a légierő orvosa[499]
- John Gottman, pszichológus[500]
- Leroy Hood, biológus[501]
- Margaret Allen, belgyógyászati oktató[502]
- Michael Katze, mikrobiológus[503]
- Ray Hilborn, tengerbiológus[504]
- Uparika Sharma, fogorvos[505]
- William H. Calvin, az evolúció kutatója[506]

### Jog és üzleti élet
- Paul Heyne, közgazdász[507]
- Terence Mitchell, a Menedzsment Akadémia dicsőségcsarnokának arany fokozatú tagja[508]
- William R. Greiner, a Buffalói Egyetem egykori rektora[509]

### Sport
- Don James, amerikaifutball-edző[510]
- Hiram Conibear, az evezőscsapat edzője, a Conibear Csónakház névadója[511]
- Gil Dobie, amerikaifutball-edző[512]
- Lorenzo Romar, kosárlabdaedző[513]
- Marv Harshman, kosárlabdaedző[514]
- Steve Sarkisian, amerikaifutball-edző[515]
- Tyrone Willingham, amerikaifutball-edző[516]

### Tudomány és technológia
- Carl Bergstrom, biológus[517]
- Daniel S. Weld, számítástudós[518]
- David Baker, vegyész[519]
- Donald E. Brownlee, csillagász[520]
- Edward D. Lazowska, számítástudós[521]
- Eric Temple Bell, matematikus[353]
- Irene C. Peden, az első amerikai női Antarktisz-kutató[522]
- Isaac Namioka, matematikus[523]
- Gaetano Borriello, számítástudós[524]
- Gunther Uhlmann, matematikus[525]
- Jeffrey M. Bradshaw, a gépi tanulás kutatója[526]
- Jerre Noe, számítástudós[527]
- Jessica Werk, csillagászati oktató[528]
- Mark Crispin, az IMAP-protokoll megalkotója[529]
- Neal Koblitz, matematikus[530]
- Oren Etzioni, számítástudós[531]
- Ramulu Mamidala, a mérnöki főiskola oktatója[532]
- Richard E. Ladner, számítástudós[533]
- Robert O’Malley, matematikus[534]
- Seth Neddermeyer, matematikus[535]
- Thomas W. Hungerford, matematikus[536]
- Victor Klee, matematikus[537]
- Vitaly Efimov, elméleti fizikus[538]
- William A. Stein, matematikus[539]